# Homa Arkani
Homa Arkani (Teheran, 1983) is een Belgisch-Iraanse kunstenares.
Arkani behaalde in 2006 een Bachelor of Arts aan de Universiteit van Azad in Teheran. Arkani heeft in Teheran geëxposeerd.
In 2017 behaalde ze een master in Fijne Kunsten aan de Koninklijke Academie voor Schone Kunsten van Gent.
Arkani schildert socioculturele werken, geïnspireerd op het dagelijks leven van Iraanse vrouwen. Haar werk uit kritiek op de Iraanse maatschappij, waar vrouwen weinig rechten hebben en veel moeite moeten doen om buitenshuis hun schoonheid te tonen. Dichter Rumi is eveneens een grote inspiratiebron voor haar werken.